# Сковитина, Елена
Елена Сковитина (урожд. Миськова; р. 19 августа 1986, Бендеры, Молдавская ССР) — молдавская шашистка. Международный гроссмейстер с 2005 года; трёхкратная чемпионка мира (2005, 2006, 2015) и двукратная чемпионка Европы (2004, 2008) по русским шашкам, чемпионка мира по молниеносной игре в бразильские (2007) и русские (2009, 2015) шашки, многократная чемпионка Молдовы.

## Биография
Учится на второй академической степени в Молдавском государственном университете, стипендиатка министерства спорта Молдавии.
За спортивные успехи награждена медалью «Meritul Civic».
Выйдя замуж, выступает под фамилией Сковитина.

## Спортивная карьера

### Шашки-64
Лена Миськова научилась играть в шашки в пятилетнем возрасте. В Бендерах занималась под руководством заслуженного тренера Молдовы Николая Грингруза (1932—1994). В 2002 году Елена стала чемпионкой мира и Европы по шашкам на малой доске среди кадеток, в 2003 году чемпионкой Европы среди юниорок, а в 2004 и 2005 годах чемпионкой мира среди юниорок.
В 2004 году в Калуге 18-летняя Елена стала чемпионкой Европы среди женщин. Наконец, в 2005 году в Днепродзержинске Миськова поднялась на высшую ступень пьедестала в чемпионате мира по русским шашкам среди взрослых, опередив по дополнительным показателям украинку Викторию Мотричко. Тогда же она выиграла чемпионат мира по игре с укороченным контролем времени. В том же году ей было присвоено звание международного гроссмейстера. В марте 2006 года Миськова продлила свои полномочия чемпионки ещё на год, победив в Санкт-Петербурге Антонину Лангину.
В 2006 году Миськова выиграла командное первенство Бразилии по шашкам в составе клуба «Сан-Бернардо». В 2007 году молдавская шашистка стала чемпионкой мира по молниеносной игре и по игре с укороченным контролем времени в бразильские шашки.
В 2008 году Елена Миськова заняла второе место в турнире по русским шашкам на Всемирных интеллектуальных играх, уступив в финале плей-офф Виктории Мотричко. В том же году она стала двукратной чемпионкой Европы по русским шашкам, одержав победу в Каргополе.
В 2009 году в Рубежном, оставшись только на четвёртом месте в основной программе, Миськова во второй раз стала чемпионкой мира по блицу и в третий раз — чемпионкой мира по игре с укороченным контролем времени. В 2015 году в Санкт-Петербурге, уже выступая после долгого перерыва под новой фамилией, она завоевала свою третью золотую медаль чемпионатов мира сначала в блице, а затем и в классической программе.
Елена Сковитина — тринадцатикратная чемпионка Молдовы по русским шашкам.

#### История участия в международных соревнованиях по русским шашкам
| Год  | Уровень | Место проведения | Турнир/матч        | Результат    | Место |
| ---- | ------- | ---------------- | ------------------ | ------------ | ----- |
| 2004 | ЧЕ      | Калуга           | Турнир             |              | 1     |
| 2005 | ЧМ      | Днепродзержинск  | Турнир             |              | 1     |
| 2006 | ЧМ      | Санкт-Петербург  | Матч с А. Лангиной | 2-1 по сетам | 1     |
| 2006 | ЧЕ      | Саарбрюккен      | Турнир             | 4+ 3= 2-     | 6     |
| 2008 | ЧЕ      | Каргополь        | Турнир             | 6+ 3= 0-     | 1     |
| 2008 | ВИИ     | Пекин            | Турнир             | 6+ 3= 1-     | 2     |
| 2009 | ЧМ      | Рубежное         | Турнир             | 3+ 2= 2-     | 4     |
| 2015 | ЧМ      | Санкт-Петербург  | Турнир             | 6+ 2= 1-     | 1     |
| 2017 | ЧМ      | Санкт-Петербург  | Турнир + плей-офф  | 3+ 5= 0- *   | 2     |
| 2018 | ЧЕ      | Кранево          | Турнир + плей-офф  | 5+ 2= 0- *   | 2     |

* на предварительном этапе

### Международные шашки
В 2002 году Елена Миськова выиграла чемпионат Европы по международным шашкам среди девушек в возрастной категории до 16 лет. В 2005 году она поделила третье место на чемпионате мира по международным шашкам среди девушек.